# Cariblatta antiguensis
Cariblatta antiguensis es una especie de cucaracha del género Cariblatta, familia Ectobiidae.

## Distribución
Esta especie se encuentra en los Estados Unidos (Santa Cruz), islas Leeward, Antigua y Barbuda (isla Antigua), Trinidad y Tobago e Islas Vírgenes.